# Шовковський Олександр Володимирович

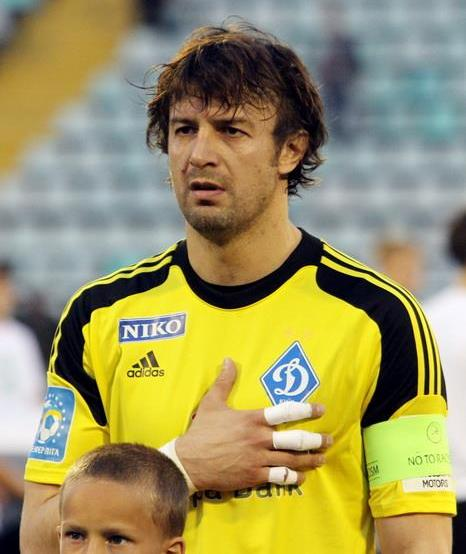

Олекса́ндр Володи́мирович Шовко́вський (нар. 2 січня 1975, Київ) — український футбольний тренер, колишній футболіст, воротар. Майже всю ігрову кар'єру провів у клубі «Динамо» (Київ). Займає 7-ме місце серед футболістів, що провели найбільше матчів за національну збірну України. Один із чотирьох воротарів за всю історію футболу, які зіграли 100 та більше матчів у Лізі чемпіонів УЄФА. Один із шести футболістів, що зіграв у Лізі Європи у віці понад 40 років. Загалом у єврокубках зіграв 144 матчів, у 44-ох з яких відстояв «на нуль». Перший (до 6 грудня 2022 — єдиний) воротар, який на чемпіонатах світу з футболу не пропустив жодного м'яча в серії післяматчевих пенальті (ЧС-2006). Нині — головний тренер «Динамо» (Київ).

## Біографія
- 1981 — пішов до першого класу 170-ї школи Мінського району Києва.
- 1982 — почав займатися футболом при ЖЕКу в команді «Чайка», тренер Григорій Сергійович Матієнко.
- 1983 — перейшов із «Чайки» в ДЮСШ Динамо, тренер Олександр Чубаров.
- 1985 — з приходом тренера Анатолія Миколайовича Крощенка став воротарем і капітаном дитячої команди «Динамо».
- 1992 — з грудня починає грати в професіональній команді «Динамо-2».
- 1993 — з грудня почав грати в професіональній команді «Динамо».

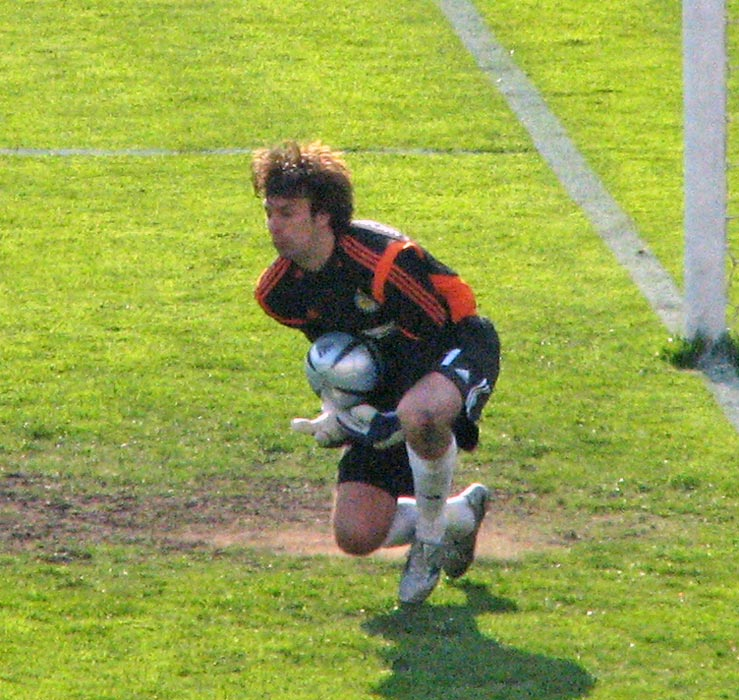
Шовковський у складі київського «Динамо»

У вищій лізі дебютував 6 березня 1994 року у матчі з «Кременем» («Динамо» — «Кремінь» 1:1). У Лізі Чемпіонів дебютував 10 серпня 1994 року («Сількеборг» — «Динамо» 0:0). Дебют у національній збірній — 13 листопада 1994 року (Україна — Естонія 3:0). Шовковський став наймолодшим українським воротарем, який зіграв в груповому етапі Ліги Чемпіонів (19 років, 8 місяців та 13 днів).
Шовковський вважається найкращим воротарем в історії незалежної України.
В домашньому матчі зі збірною Болгарїї воротар зіграв 91 матч із 173 ігор збірної України (пропустив 76 м'ячів), що є абсолютним рекордом серед українських воротарів.
23 листопада 2014, зігравши 581 матч за київське «Динамо», повторив найкращий показник Олега Блохіна в історії команди серед усіх футболістів.
Шовковський є воротарем з найбільшою кількістю участю у розіграшах Кубка Європейських чемпіонів/Ліги чемпіонів УЄФА (15 сезонів).
Один з найкращих воротарів в історії футболу по кількості матчів «на нуль» за всю футбольну кар'єру — 362.

### Молодість
Шовковський, хоч і був вихованцем ДЮФШ «Динамо», свій перший матч зіграв у складі київського «ЦСКА». Відігравши за «армійців» лише півроку та два матчі, талановитий воротар, тим не менш, підписав контракт із київським «Динамо». Того ж року молодий Олександр виграв свій перший титул чемпіона України.
Вже через півроку Шовковський зіграв свій перший матч у груповому етапі Ліги чемпіонів, у якому кияни виграли у принципового суперника, московського «Спартака», з рахунком 3:2. Згодом, яскраво зігравши в наступних матчах Ліги, Олександр у віці 19 років отримав звання найкращого воротаря року в Україні та другого футболіста року в країні. Того ж року хлопець відіграв свій перший матч за національну збірну, відстоявши «на нуль» у матчі з естонцями (3:0).

### Прихід Лобановського
1997 року до Києва повернувся знаменитий тренер Валерій Лобановський. Цю подію Шовковський вважає найголовнішою в своїй кар'єрі. «Валерій Васильович мені завжди говорив: воротар на полі, щоб виручати. Не стояти і просто ловити м'ячі, а виручати.» Через 7 місяців кияни гриміли на всю Європу, а блискуча гра Шовковського в матчах з ПСВ та «Барселоною» його підвищила до рангу найперспективніших голкіперів Старого Світу. Того року Олександр був вдруге визнаний найкращим воротарем країни.
У відбірковому раунді Ліги чемпіонів 1998/1999 кияни грали з празькою «Спартою». Програвши вдома 0:1 та вигравши в основний час в Празі з тим самим рахунком, дійшло до серії пенальті. Пропустивши перший 11-метровий удар, Олександр відбив наступні три, а «Динамо» виграло 3:1, пройшовши до групового етапу.
У груповому етапі воротар грав досить надійно, не допускаючи грубих помилок, а кияни виграли групу, випередивши «Ланс», «Арсенал» та «Панатінаїкос». Шовковський став незамінним воротарем збірної України, ставши співучасником перемоги українців над політичним супротивником, збірною Росії, в Києві з рахунком 3:2.
Наступний 1999 рік став чи не найкращим в кар'єрі гравця: кияни дійшли до півфіналу найпрестижнішого турніру в світі, де програли «Баварії» із загальним рахунком 4:3, виграли вдруге підряд «золотий дубль», а блискуча гра воротаря в «Динамо» та збірній України дозволили Олександру вперше (та востаннє) з'явитися в номінації на «Золотий м'яч». Однак, того ж року Шовковський допустив одну з найтяжчих помилок в футболі, в футболці збірної України. «Жовто-сині» грали плей-оф, перший матч грався в Любляні. На 75-й хвилині, задалеко вийшовши, Олександр вибив м'яч прямо на гравця суперників зі Словенії, котрий забив гол до порожніх воріт, який встановив рахунок 2:1 на користь словенців. Ця помилка була одною з причин непотрапляння національної збірної на Чемпіонат Європи з футболу 2000.
Надалі гра воротаря поблідла, нестабільність все частіше проявлялась, футболіст потрапив під шквал критики. Пропущений гол в домашньому матчі зі збірною Уельсу в 2001 році (в рамках кваліфікації на ЧС—2002) міг повністю знищити його кар'єру, тоді до воротаря «причепили» статус «підводить команду в найважливішу хвилину», і звинувачували мало не у всіх смертних гріхах. Через рік серйозна травма спини на півтора року вибила його з основи київського клубу. Олександр відійшов у тінь.

### Новий підйом (2003— 2016)
Остаточно вилікувавши травму спини, Олександр серйозно взявся повернути собі місце в основі киян. Тренери поступово випускали його на матчі Чемпіонату України та, пізніше, Ліги чемпіонів. Гра Олександра піднялась на новий рівень, з'явилася стабільність. Разом з тим, СаШо розвинув славну «котячу реакцію», «відшліфував» пенальті. Шовковському почали довіряти капітанську пов'язку.

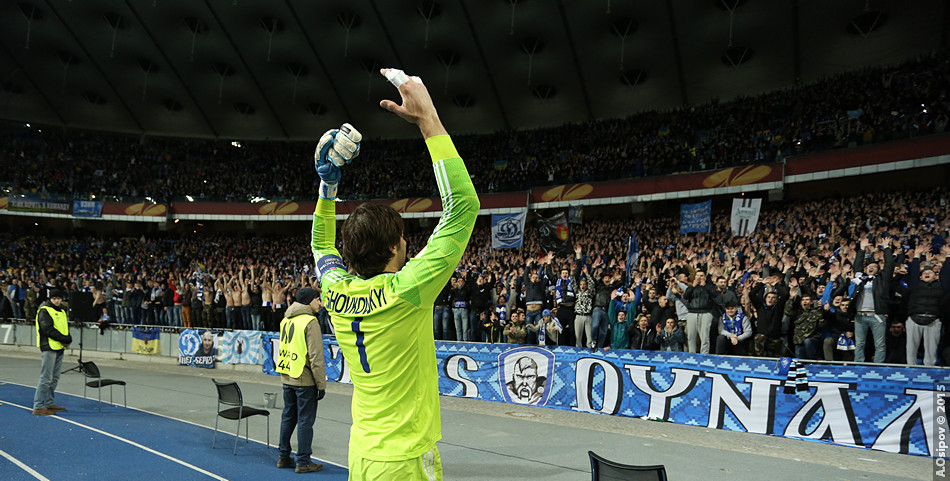
Олександр Шовковський з вболівальниками «Динамо». 2015 рік.

Олександр впродовж 2003—2006 років визнавався найкращим воротарем України, був навіть визнаний найкращим футболістом України за підсумками сезону 2004/2005. Став одним з найкращих та найпопулярніших футболістів України. У 2004 році забив свій єдиний гол у кар'єрі — у матчі за Суперкубок України проти «Шахтаря» його гол приніс перемогу в серії пенальті.
Завдяки впевненій грі Шовковський знову став основним воротарем збірної України. Саме він був одним з героїв, який вивів збірну на Мундіаль-2006. Незважаючи на травму, яку СаШо отримав у травні, він встиг набрати потрібну форму та став основним воротарем команди на чемпіонаті світу. Збірна України тоді досягла свого найвищого успіху, дійшовши до чвертьфіналу, а Олександр навіть зумів увійти в історії чемпіонатів світу — СаШо став першим воротарем в історії мундіалів, який в серії пенальті не пропустив жодного м'яча.
Мав бути основним воротарем збірної України: після другого серйозного спаду в грі в 2006—2008 роках СаШо на переломі десятиліть зумів знову повернутися на пік форми, навіть ставши повноправним капітаном київського «Динамо». З капітанською пов'язкою вийшов і на матч чемпіонату України 2011—12 проти луцької «Волині». В одному з епізодів, у відчайдушному стрибку парирував небезпечний удар головою нападника «Волині» Майкона, однак невдало приземлився на плече, і в перерві був змушений залишити поле. Травма спини виявилася настільки важкою, що воротар пропустив не тільки Євро-2012, а й всі літні матчі київського «Динамо» в чемпіонаті України та Лізі чемпіонів.
Влітку 2011 року, Шовковський зіграв свій 100-ий матч в Лізі чемпіонів (в Казані проти місцевого «Рубіна»).
У вересні 2012 року Шовковський офіційно заявив, що закінчує ігрову кар'єру в збірній України.
Фінальний матч Кубка України сезону 2014/15 проти донецького «Шахтаря» став 600-м для Олександра Шовковського у складі київського «Динамо».
У сезоні 2015/16 матч 19 туру Прем'єр-ліги проти «Зорі» став для Шовковського 413-м у найвищому футбольному дивізіоні України і це зробило його абсолютним рекордсменом за кількістю зіграних матчів. У 2016 році у зв'язку із численними травмами завершив ігрову кар'єру. Загалом за 24 сезони у футболці київського гранда провів 665 матчів на найвищому рівні в 317-ти із них залишав свої ворота недоторканими.

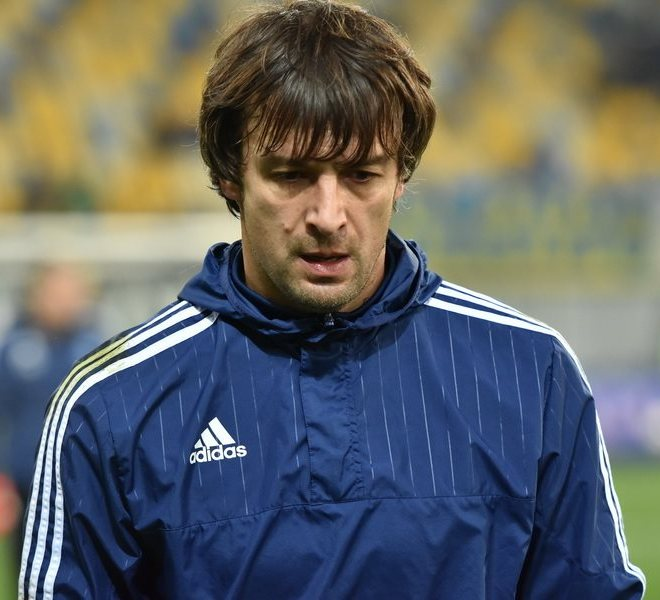
Олександр Шовковський у 2016 році.

### Після завершення кар'єри
21 квітня 2017 року на телеканалі «2+2» відбулась прем'єра фільму про Олександра Шовковського — «Завжди перший».
Зараз працює в тренерському штабі національної збірної. Разом з Андрієм Шевченком вивели команду в фінальну стадію Євро-2020 з першого місця в групі з такими складними суперниками, як Сербія та Португалія.
У вересні 2020 року отримав PRO-диплом УЄФА.
Однак, Олександр Шовковський не обмежився тільки спортивною кар'єрою. Як повідомляє українська преса, в жовтні 2020 року відомий голкіпер балотувався в депутати міської ради Києва від політичної партії УДАР, яку очолює не менш відомий спортсмен України та світу, Віталій Кличко. Також, з 2020 року Олександр Шовковський є спортивним експертом компанії «Parimatch».
Також, в 2017 році Олександр презентував українцям та світу свій ювелірний бренд під назвою SaSHo&M.

### Тренерська кар'єра
4 вересня 2018 року Шовковський став помічником головного тренера збірної України Андрія Шевченка.
Через те, що троє основних воротарів збірної (Андрій Пятов, Андрій Лунін і Юрій Паньків) здали позитивний тест на COVID-19, 7 жовтня 2020 року в 45-річному віці потрапив у заявку на товариський матч проти збірної Франції, хоча кар'єру закінчив у 2016 році. Тим не менш на поле Олександр не вийшов, залишаючись дублером дебютанта Георгія Бущана.
У серпні 2021 року, коли Олександр Петраков став в.о. головного тренера національної збірної, Шовковський став єдиним тренером зі штабу Шевченка, який залишився працювати у збірній.
22 квітня 2023 року на прес-конференції головний тренер київського «Динамо» Мірча Луческу офіційно повідомив, що він лягає на операцію, під час проведення якої обов'язки головного тренера київського клубу буде виконувати Олександр Шовковський.
Після відставки Луческу в листопаді 2023 року виконував обов'язки головного тренера. Здобувши 4 перемоги з командою, позбувся приставки в.о. та з 11 грудня 2023 року обіймає посаду головного тренера.

## Особливості гри
Психологічно стійкий, не дозволяє собі «скиснути» посеред матчу. Головним козирем воротаря є «котяча» реакція, завдяки якій СаШо витягнув багато «мертвих» м'ячів. Вдало грає на виходах, особливо в ситуаціях «1 на 1», однак не зовсім впевнено грає при верхових передачах. Досконало відчуває рамку воріт, тому ніколи не помиляється при виборі позиції. Завдяки унікальній техніці взяття пенальті, яку воротар виробив сам, має більш ніж 50-відсоткову успішність під час 11-метрових ударів. У молодому віці відзначався деякою нестабільністю, з віком та з досвідом подібні «метелики» зустрічались у нього дедалі рідше.

## Освіта
Закінчив Інститут журналістики Київського національного університету імені Тараса Шевченка.

## Досягнення

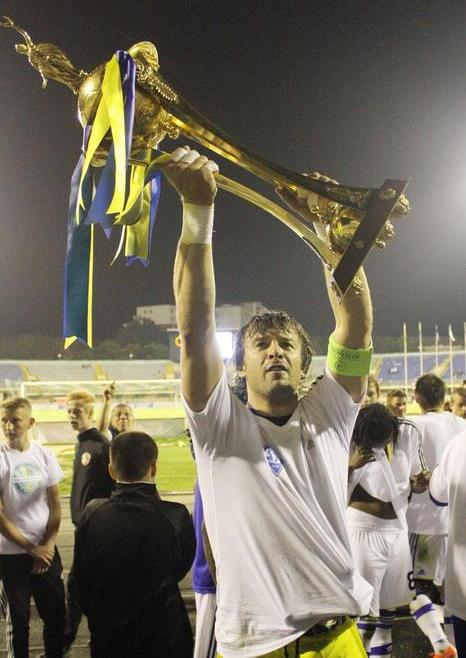
Олександр Шовковський з Кубком України 2014 року.

### Україна та СНД
- Заслужений майстер спорту України
- Нагороджений урядовим орденом «За заслуги» ІІ (2006 рік) та ІІІ ступеня (1999 рік)
- Найкращий голкіпер України 1994, 1997–1999, 2003–2006, 2011 та 2015 років (опитування газети «Український футбол»)
- Найкращий голкіпер СНД 1994, 1997, 1998, 2003–2006 та 2011 років (опитування радіостанцій «Промінь», Першого каналу Українського радіо і «Радіо Динамо»)
- У номінації найкращий гравець України 2 місце (1994), 3 (1999) та 4 (1997, 1998, 2004, 2005)
- Найкращий гравець України в сезоні 2004/2005 (версія газети «Команда»)
- Найкращий воротар Української Прем'єр-Ліги: 2010/11, 2011/12
- У списках 33-х найкращих футболістів України (версія газети «Команда»): № 1 — 1999, 2003—2006, 2011 № 2 — 2000, 2007, 2009
- Найкращий воротар турніру «Кубок Співдружності» (1997 рік)
- Найкращий гравець турніру «Кубок Співдружності» (1998 рік)
- Найкращий воротар турніру «Меморіал Макарова» (2001 рік)
- Лауреат призу (разом з Андрієм Шевченком та Анатолієм Тимощуком) «Найкращий футболіст незалежної України»
- Рекордсмен Клубу Євгена Рудакова: 313 матчів на «0».
- Найкращий воротар з країн колишнього СРСР (2000—2010) (версія soccer.ru)[18]
- Лідер рейтингу гвардійців українського футболу: 636 матчів[19]

### Європа та світ
- У 1999 році був номінований на приз «Золотий м'яч»
- Сейв Шовковського в матчі «Рубін» — «Динамо» (Київ) визнаний найкращим моментом 5 туру группового етапу Ліги чемпіонів УЄФА 2009/2010[20]
- Найефективніший воротар Ліги Європи 2010/2011[21]
- Третій найбільш віковий футболіст в історії Ліги чемпіонів: 40 років 306 днів[22]
- Третій у світі за кількістю виграних чемпіонатів країни: 14[23]
- Має найбільшу кількість титулів на клубному рівні в Європі: 35[24]

## Статистика виступів

### Клубна
Станом на 10 грудня 2022 року
В дужках наведено кількість матчів без пропущених м'ячів.
| Клуб              | Сезон             | Чемпіонат | Чемпіонат | Кубок   | Кубок | Суперкубок | Суперкубок | Єврокубки | Єврокубки | Всього    | Всього |
| Клуб              | Сезон             | Ігри      | ГП        | Ігри    | ГП    | Ігри       | ГП         | Ігри      | ГП        | Ігри      | ГП     |
| ----------------- | ----------------- | --------- | --------- | ------- | ----- | ---------- | ---------- | --------- | --------- | --------- | ------ |
| Динамо-3          | 1992/93           | 16 (8)    | 10        | 2 (1)   | 1     | —          | —          | —         | —         | 18 (9)    | 11     |
| Всього            | Всього            | 16 (8)    | 10        | 2 (1)   | 1     | —          | —          | —         | —         | 18 (9)    | 11     |
| ЦСК ЗСУ           | 1992-93           | 2 (0)     | 4         | —       | —     | —          | —          | —         | —         | 2 (0)     | 4      |
| Всього            | Всього            | 2 (0)     | 4         | —       | —     | —          | —          | —         | —         | 2 (0)     | 4      |
| Динамо-2          | 1992-93           | 2 (2)     | 0         | —       | —     | —          | —          | —         | —         | 2 (2)     | 0      |
| Динамо-2          | 1993-94           | 14 (5)    | 11        | —       | —     | —          | —          | —         | —         | 14 (5)    | 11     |
| Динамо-2          | 1999-00           | 1 (1)     | 0         | —       | —     | —          | —          | —         | —         | 1 (1)     | 0      |
| Динамо-2          | 2000-01           | 3 (1)     | 2         | —       | —     | —          | —          | —         | —         | 3 (1)     | 2      |
| Динамо-2          | 2001-02           | 5 (4)     | 1         | —       | —     | —          | —          | —         | —         | 5 (4)     | 1      |
| Динамо-2          | 2002-03           | 5 (3)     | 4         | —       | —     | —          | —          | —         | —         | 5 (3)     | 4      |
| Динамо-2          | 2005-06           | 1 (0)     | 1         | —       | —     | —          | —          | —         | —         | 1 (0)     | 1      |
| Всього            | Всього            | 31 (16)   | 19        | —       | —     | —          | —          | —         | —         | 31 (16)   | 19     |
| Динамо            | 1993-94           | 9 (4)     | 6         | 0       | 0     | —          | —          | 0         | 0         | 9 (4)     | 6      |
| Динамо            | 1994-95           | 25 (14)   | 15        | 2 (1)   | 1     | —          | —          | 8 (1)     | 12        | 35 (16)   | 17     |
| Динамо            | 1995-96           | 25 (15)   | 13        | 4 (4)   | 0     | —          | —          | 3 (2)     | 1         | 32 (21)   | 14     |
| Динамо            | 1996-97           | 24 (12)   | 14        | 2 (1)   | 1     | —          | —          | 3 (1)     | 6         | 29 (14)   | 21     |
| Динамо            | 1997-98           | 26 (15)   | 13        | 7 (4)   | 4     | —          | —          | 12 (4)    | 14        | 45 (23)   | 31     |
| Динамо            | 1998-99           | 24 (15)   | 14        | 6 (3)   | 4     | —          | —          | 13 (3)    | 13        | 43 (21)   | 31     |
| Динамо            | 1999-00           | 15 (6)    | 10        | 1 (0)   | 1     | —          | —          | 16 (3)    | 19        | 32 (9)    | 30     |
| Динамо            | 2000-01           | 19 (12)   | 9         | 0       | 0     | —          | —          | 6 (2)     | 8         | 25 (14)   | 17     |
| Динамо            | 2001-02           | 6 (5)     | 2         | 2 (1)   | 3     | —          | —          | 0         | 0         | 8 (6)     | 5      |
| Динамо            | 2002-03           | 15 (7)    | 13        | 5 (5)   | 0     | —          | —          | 2 (1)     | 2         | 22 (13)   | 15     |
| Динамо            | 2003-04           | 19 (9)    | 15        | 3 (3)   | 0     | —          | —          | 8 (2)     | 9         | 30 (14)   | 24     |
| Динамо            | 2004-05           | 23 (17)   | 9         | 4 (2)   | 2     | —          | —          | 10 (4)    | 12        | 37 (23)   | 23     |
| Динамо            | 2005-06           | 24 (11)   | 17        | 3 (3)   | 0     | 1 (0)      | 1          | 2 (0)     | 3         | 30 (14)   | 21     |
| Динамо            | 2006-07           | 24 (10)   | 19        | 5 (1)   | 5     | 1 (1)      | 0          | 8 (0)     | 16        | 38 (12)   | 40     |
| Динамо            | 2007-08           | 22 (8)    | 21        | 4 (2)   | 3     | 0          | 0          | 6 (2)     | 12        | 32 (12)   | 36     |
| Динамо            | 2008-09           | 10 (4)    | 9         | 2 (2)   | 0     | 1 (0)      | 1          | 2 (0)     | 2         | 15 (6)    | 12     |
| Динамо            | 2009-10           | 24 (12)   | 13        | 1 (1)   | 0     | 1 (1)      | 0          | 4 (1)     | 5         | 30 (15)   | 18     |
| Динамо            | 2010-11           | 10 (6)    | 7         | 2 (1)   | 2     | —          | —          | 8 (4)     | 4         | 20 (11)   | 13     |
| Динамо            | 2011-12           | 24 (16)   | 11        | 1 (0)   | 3     | 1 (0)      | 1          | 9 (2)     | 9         | 35 (18)   | 24     |
| Динамо            | 2012-13           | 6 (3)     | 5         | 1 (0)   | 4     | —          | —          | 2 (1)     | 3         | 9 (4)     | 12     |
| Динамо            | 2013-14           | 8 (4)     | 5         | 2 (1)   | 1     | —          | —          | 5 (3)     | 3         | 15 (8)    | 9      |
| Динамо            | 2014-15           | 18 (12)   | 9         | 1 (1)   | 0     | 1 (0)      | 2          | 9 (3)     | 8         | 29 (16)   | 19     |
| Динамо            | 2015-16           | 18 (15)   | 7         | 0       | 0     | 1 (0)      | 1          | 7 (5)     | 5         | 26 (20)   | 13     |
| Динамо            | 2016-17           | 8 (3)     | 7         | 0       | 0     | 0          | 0          | 1 (0)     | 2         | 9 (3)     | 9      |
| Всього            | Всього            | 426 (235) | 263       | 58 (36) | 34    | 7 (2)      | 6          | 144 (44)  | 166       | 665 (317) | 460    |
| Всього за кар'єру | Всього за кар'єру | 475 (249) | 296       | 60 (37) | 35    | 7 (2)      | 6          | 144 (44)  | 166       | 716 (342) | 494    |

### Національна збірна

#### Зведена статистика
Протягом кар'єри у національній збірній України, що тривала 19 років, Олександр Шовковський провів у її складі 92 матчі, в яких пропустив 76 голів.
| Збірна  | Рік    | Матчі | Матчі на «0» | ГП |
| ------- | ------ | ----- | ------------ | -- |
| Україна | 1994   | 1     | 1            | 0  |
| Україна | 1995   | —     | —            | —  |
| Україна | 1996   | 1     | 1            | 0  |
| Україна | 1997   | 9     | 4            | 7  |
| Україна | 1998   | 5     | 3            | 4  |
| Україна | 1999   | 9     | 5            | 5  |
| Україна | 2000   | 3     | 2            | 2  |
| Україна | 2001   | 6     | 4            | 2  |
| Україна | 2002   | 4     | 2            | 3  |
| Україна | 2003   | 8     | 4            | 7  |
| Україна | 2004   | 10    | 2            | 10 |
| Україна | 2005   | 8     | 5            | 4  |
| Україна | 2006   | 12    | 8            | 11 |
| Україна | 2007   | 7     | 2            | 9  |
| Україна | 2008   | 1     | 0            | 1  |
| Україна | 2009   | 2     | 0            | 5  |
| Україна | 2010   | —     | —            | —  |
| Україна | 2011   | 5     | 2            | 6  |
| Україна | 2012   | 1     | 1            | 0  |
| Всього  | Всього | 92    | 46           | 76 |

#### Усі матчі за збірну
| Дата       | Місто            | Господарі          | Результат               | Гості              | Турнір            | Голи | Примітки         |
| ---------- | ---------------- | ------------------ | ----------------------- | ------------------ | ----------------- | ---- | ---------------- |
| 13/11/1994 | Київ             | Україна            | 3 – 0                   | Естонія            | Відбір до ЧЄ 1996 | -    | Замінений на 80' |
| 31/08/1996 | Белфаст          | Північна Ірландія  | 0 – 1                   | Україна            | Відбір до ЧС 1998 | -    |                  |
| 23/03/1997 | Київ             | Україна            | 1 – 0                   | Молдова            | товариський матч  | -    | Вийшов на 46'    |
| 02/04/1997 | Київ             | Україна            | 2 – 1                   | Північна Ірландія  | Відбір до ЧС 1998 | -1   |                  |
| 30/04/1997 | Бремен           | Німеччина          | 2 – 0                   | Україна            | Відбір до ЧС 1998 | -2   |                  |
| 07/05/1997 | Київ             | Україна            | 1 – 1                   | Вірменія           | Відбір до ЧС 1998 | -1   |                  |
| 07/06/1997 | Київ             | Україна            | 0 – 0                   | Німеччина          | Відбір до ЧС 1998 | -    |                  |
| 20/08/1997 | Київ             | Україна            | 1 – 0                   | Албанія            | Відбір до ЧС 1998 | -    |                  |
| 11/10/1997 | Єреван           | Вірменія           | 0 – 2                   | Україна            | Відбір до ЧС 1998 | -    |                  |
| 29/10/1997 | Загреб           | Хорватія           | 2 – 0                   | Україна            | Відбір до ЧС 1998 | -2   |                  |
| 15/11/1997 | Київ             | Україна            | 1 – 1                   | Хорватія           | Відбір до ЧС 1998 | -1   |                  |
| 15/07/1998 | Київ             | Україна            | 1 – 2                   | Польща             | товариський матч  | -2   |                  |
| 19/08/1998 | Київ             | Україна            | 4 – 0                   | Грузія             | товариський матч  | -    | Замінений на 46' |
| 05/09/1998 | Київ             | Україна            | 3 – 2                   | Росія              | Відбір до ЧЄ 2000 | -2   |                  |
| 10/10/1998 | Андорра-ла-Велья | Андорра            | 0 – 2                   | Україна            | Відбір до ЧЄ 2000 | -    |                  |
| 14/10/1998 | Київ             | Україна            | 2 – 0                   | Вірменія           | Відбір до ЧЄ 2000 | -    |                  |
| 20/03/1999 | Тбілісі          | Грузія             | 0 – 1                   | Україна            | товариський матч  | -    | Вийшов на 46'    |
| 27/03/1999 | Сен-Дені         | Франція            | 0 – 0                   | Україна            | Відбір до ЧЄ 2000 | -    |                  |
| 31/03/1999 | Київ             | Україна            | 1 – 1                   | Ісландія           | Відбір до ЧЄ 2000 | -1   |                  |
| 18/08/1999 | Київ             | Україна            | 1 – 1                   | Болгарія           | товариський матч  | -    | Замінений на 65' |
| 04/09/1999 | Київ             | Україна            | 0 – 0                   | Франція            | Відбір до ЧЄ 2000 | -    |                  |
| 08/09/1999 | Рейк'явік        | Ісландія           | 0 – 1                   | Україна            | Відбір до ЧЄ 2000 | -    |                  |
| 09/10/1999 | Москва           | Росія              | 1 – 1                   | Україна            | Відбір до ЧЄ 2000 | -1   |                  |
| 13/11/1999 | Любляна          | Словенія           | 2 – 1                   | Україна            | Відбір до ЧЄ 2000 | -2   |                  |
| 17/11/1999 | Київ             | Україна            | 1 – 1                   | Словенія           | Відбір до ЧЄ 2000 | -1   |                  |
| 26/04/2000 | Софія            | Болгарія           | 0 – 1                   | Україна            | товариський матч  | -    |                  |
| 07/10/2000 | Єреван           | Вірменія           | 2 – 3                   | Україна            | Відбір до ЧС 2002 | -2   |                  |
| 11/10/2000 | Осло             | Норвегія           | 0 – 1                   | Україна            | Відбір до ЧС 2002 | -    |                  |
| 14/02/2001 | Тбілісі          | Грузія             | 0 – 0                   | Україна            | товариський матч  | -    |                  |
| 26/02/2001 | Нікосія          | Румунія            | 1 – 0 д.ч.              | Україна            | товариський матч  | -    | Замінений на 74' |
| 24/03/2001 | Київ             | Україна            | 0 – 0                   | Білорусь           | Відбір до ЧС 2002 | -    |                  |
| 28/03/2001 | Кардіфф          | Уельс              | 1 – 1                   | Україна            | Відбір до ЧС 2002 | -1   |                  |
| 02/06/2001 | Київ             | Україна            | 0 – 0                   | Норвегія           | Відбір до ЧС 2002 | -    |                  |
| 06/06/2001 | Київ             | Україна            | 1 – 1                   | Уельс              | Відбір до ЧС 2002 | -1   | Замінений на 89' |
| 17/04/2002 | Київ             | Україна            | 2 – 1                   | Грузія             | товариський матч  | -1   | Замінений на 52' |
| 17/05/2002 | Москва           | Україна            | 2 – 0                   | Югославія          | товариський матч  | -    |                  |
| 19/05/2002 | Москва           | Україна            | 0 – 2                   | Білорусь           | товариський матч  | -2   |                  |
| 21/08/2002 | Київ             | Україна            | 0 – 1                   | Іран               | товариський матч  | -1   |                  |
| 12/02/2003 | Ізмір            | Туреччина          | 0 – 0                   | Україна            | товариський матч  | -    | Замінений на 46' |
| 29/03/2003 | Київ             | Україна            | 2 – 2                   | Іспанія            | Відбір до ЧЄ 2004 | -2   |                  |
| 02/04/2003 | Київ             | Україна            | 1 – 0                   | Латвія             | товариський матч  | -    | Замінений на 46' |
| 11/06/2003 | Афіни            | Греція             | 1 – 0                   | Україна            | Відбір до ЧЄ 2004 | -1   |                  |
| 20/08/2003 | Донецьк          | Україна            | 0 – 2                   | Румунія            | товариський матч  | -2   |                  |
| 06/09/2003 | Донецьк          | Україна            | 0 – 0                   | Північна Ірландія  | Відбір до ЧЄ 2004 | -    |                  |
| 10/09/2003 | Ельче            | Іспанія            | 2 – 1                   | Україна            | Відбір до ЧЄ 2004 | -2   |                  |
| 11/10/2003 | Київ             | Україна            | 0 – 0                   | Північна Македонія | товариський матч  | -    |                  |
| 18/02/2004 | Триполі          | Лівія              | 1 – 1                   | Україна            | товариський матч  | -1   |                  |
| 31/03/2004 | Скоп'є           | Північна Македонія | 1 – 0                   | Україна            | товариський матч  | -1   |                  |
| 28/04/2004 | Київ             | Україна            | 1 – 1                   | Словаччина         | товариський матч  | -1   |                  |
| 06/06/2004 | Сен-Дені         | Франція            | 1 – 0                   | Україна            | товариський матч  | -1   |                  |
| 18/08/2004 | Ньюкасл          | Англія             | 3 – 0                   | Україна            | товариський матч  | -3   |                  |
| 04/09/2004 | Копенгаген       | Данія              | 1 – 1                   | Україна            | Відбір до ЧС 2006 | -1   |                  |
| 08/09/2004 | Алмати           | Казахстан          | 1 – 2                   | Україна            | Відбір до ЧС 2006 | -1   |                  |
| 09/10/2004 | Київ             | Україна            | 1 – 1                   | Греція             | Відбір до ЧС 2006 | -1   |                  |
| 09/10/2004 | Львів            | Україна            | 2 – 0                   | Грузія             | Відбір до ЧС 2006 | -    |                  |
| 17/11/2004 | Стамбул          | Туреччина          | 0 – 3                   | Україна            | Відбір до ЧС 2006 | -    |                  |
| 09/02/2005 | Тирана           | Албанія            | 0 – 2                   | Україна            | Відбір до ЧС 2006 | -    |                  |
| 30/03/2005 | Київ             | Україна            | 1 – 0                   | Греція             | Відбір до ЧС 2006 | -    |                  |
| 04/06/2005 | Київ             | Україна            | 2 – 0                   | Казахстан          | Відбір до ЧС 2006 | -    |                  |
| 08/06/2005 | Пірей            | Греція             | 0 – 1                   | Україна            | Відбір до ЧС 2006 | -    |                  |
| 15/08/2005 | Київ             | Україна            | 0 – 0 д.ч. (3 - 5 п.п.) | Ізраїль            | товариський матч  | -    |                  |
| 03/09/2005 | Тбілісі          | Грузія             | 1 – 1                   | Україна            | Відбір до ЧС 2006 | -1   |                  |
| 07/09/2005 | Київ             | Україна            | 0 – 1                   | Туреччина          | Відбір до ЧС 2006 | -1   |                  |
| 08/10/2005 | Дніпропетровськ  | Україна            | 2 – 2                   | Албанія            | Відбір до ЧС 2006 | -2   |                  |
| 28/05/2006 | Київ             | Україна            | 4 – 0                   | Коста-Рика         | товариський матч  | -    | Замінений на 46' |
| 02/06/2006 | Лозанна          | Італія             | 0 – 0                   | Україна            | товариський матч  | -    |                  |
| 05/06/2006 | Госсау           | Україна            | 3 – 0                   | Лівія              | товариський матч  | -    | Замінений на 46' |
| 08/06/2006 | Люксембург       | Люксембург         | 0 – 3                   | Україна            | товариський матч  | -    |                  |
| 14/06/2006 | Лейпциг          | Іспанія            | 4 – 0                   | Україна            | ЧС 2006           | -4   |                  |
| 19/06/2006 | Гамбург          | Саудівська Аравія  | 0 – 4                   | Україна            | ЧС 2006           | -    |                  |
| 23/06/2006 | Берлін           | Україна            | 1 – 0                   | Туніс              | ЧС 2006           | -    |                  |
| 26/06/2006 | Кельн            | Швейцарія          | 0 – 0 д.ч. (0 - 3 п.п.) | Україна            | ЧС 2006           | -    |                  |
| 30/06/2006 | Гамбург          | Італія             | 3 – 0                   | Україна            | ЧС 2006           | -3   |                  |
| 06/09/2006 | Київ             | Україна            | 3 – 2                   | Грузія             | Відбір до ЧЄ 2008 | -2   |                  |
| 07/10/2006 | Рим              | Італія             | 2 – 0                   | Україна            | Відбір до ЧЄ 2008 | -2   |                  |
| 11/10/2006 | Київ             | Україна            | 2 – 0                   | Шотландія          | Відбір до ЧЄ 2008 | -    |                  |
| 24/03/2007 | Тофтір           | Фарерські острови  | 0 – 2                   | Україна            | Відбір до ЧЄ 2008 | -    |                  |
| 28/03/2007 | Одеса            | Україна            | 1 – 0                   | Литва              | Відбір до ЧЄ 2008 | -    |                  |
| 02/06/2007 | Сен-Дені         | Франція            | 2 – 0                   | Україна            | Відбір до ЧЄ 2008 | -2   |                  |
| 08/09/2007 | Тбілісі          | Грузія             | 1 – 1                   | Україна            | Відбір до ЧЄ 2008 | -1   |                  |
| 12/09/2007 | Київ             | Україна            | 1 – 2                   | Італія             | Відбір до ЧЄ 2008 | -2   |                  |
| 13/10/2007 | Глазго           | Шотландія          | 3 – 1                   | Україна            | Відбір до ЧЄ 2008 | -3   |                  |
| 17/11/2007 | Каунас           | Литва              | 2 – 0                   | Україна            | Відбір до ЧЄ 2008 | -1   | Замінений на 43' |
| 06/02/2008 | Нікосія          | Кіпр               | 1 – 1                   | Україна            | товариський матч  | -1   |                  |
| 10/02/2009 | Лімасол          | Словаччина         | 2 – 3                   | Україна            | товариський матч  | -2   |                  |
| 12/08/2009 | Київ             | Україна            | 0 – 3                   | Туреччина          | товариський матч  | -3   |                  |
| 08/02/2011 | Паралімні        | Румунія            | 2 – 2 д.ч. (2 - 4 п.п.) | Україна            | товариський матч  | -2   | Вийшов на 90'    |
| 09/02/2011 | Нікосія          | Швеція             | 1 – 1 д.ч. (4 - 5 п.п.) | Україна            | товариський матч  | -1   |                  |
| 29/03/2011 | Київ             | Україна            | 0 – 2                   | Італія             | товариський матч  | -2   |                  |
| 02/09/2011 | Харків           | Україна            | 2 – 3                   | Уругвай            | товариський матч  | -3   |                  |
| 07/10/2011 | Київ             | Україна            | 3 – 0                   | Болгарія           | товариський матч  | -    |                  |
| 29/02/2012 | Петах-Тіква      | Ізраїль            | 2 – 3                   | Україна            | товариський матч  | -    | Замінений на 46' |
| Усього     |                  | Матчів             | 92                      |                    | Голів             | -76  |                  |

## Цікаві факти
Народився того самого дня, що й Владислав Ващук — 2 січня 1975 року.
Завжди робить перший крок на футбольне поле правою ногою.
В рамках програми «ДНК-портрет нації» (канал «Україна») Олександра Шовковського було протестовано на Y-гаплогрупу та виявлено його належність до R1a